# Egidio Guarnacci
Egidio Guarnacci (3. únor 1934, Řím, Italské království) je bývalý italský fotbalový záložník.
Za Řím hrál devět sezon. Byl jejím odchovancem a sezonu 1955/56 jej poslali na hostování do Colleferra. Celkem za vlky odehrál 124 prvoligových utkání a vyhrál s nimi Veletržní pohár 1960/61. V roce 1963 odešel do Fiorentiny, kde působil tři roky. Zde vyhrál Italský pohár 1965/66 i Středoevropský pohár 1966. V roce 1966 ukončil kariéru.
Za reprezentaci odehrál tři utkání.

## Hráčské úspěchy

### Klubové
- 1× vítěz italského poháru (1965/66)
- 1x vítěz veletržního poháru (1960/61)
- 1x vítěz středoevropského poháru (1966)

### Reprezentační
- 1× na MP (1955–1960)